# Julie des loups
Julie des loups (Julie of the Wolves) est un roman pour enfants de l'écrivaine américaine Jean Craighead George, publié par l'éditeur américain Harper en 1972 avec des illustrations de John Schoenherr. Se déroulant dans l'Alaska North Slope, il met en scène une jeune fille inuite qui vit les changements imposés à sa culture par le monde extérieur. Jean George a écrit deux suites qui ont été illustrées à l'origine par Wendell Minor : Julie (1994), qui commence 10 minutes après la fin du premier livre et Julie's Wolf Pack (1997) qui est racontée du point de vue des loups.

## Contexte
En 1971, Jean Craighead George et son fils Luke partent en voyage à Barrow, en Alaska, pour faire des recherches sur les loups en vue d'un article pour le Reader's Digest. Alors qu'ils se rendent à l'aéroport de Barrow, elle et son fils aperçoivent une jeune fille inuite dans la toundra qui, selon son fils, « avait l'air terriblement petite pour être seule »,.
Au laboratoire de recherche de l'Arctique de Barrow, elle observe des scientifiques qui étudient les loups et tentent de comprendre leur code de communication,. Elle a été témoin d'un homme qui mordit un loup au sommet de son museau et communiquer avec lui dans de doux gémissements, et « Jean Craighead George a gardé un souvenir fort de l'incident ». Jean George elle-même a réussi à communiquer avec une louve. En se souvenant de la jeune fille inuite marchant seule dans la toundra qu'elle et son fils ont aperçue sur le chemin de Barrow, elle décide d'écrire un livre sur une jeune fille survivant seule dans la toundra en communiquant avec des loups,. Le personnage de Miyax / Julie est basé sur une femme inuite du nom de Julia Sebevan qui lui a enseigné « les anciennes coutumes des Inuits  [sic] ».
Durant le processus d'écriture du roman, elle a écrit trois brouillons et a utilisé de nombreux titres dont « The Voice of the Wolf (La Voix du loup) » ; « Wolf! Wolf? (Loup! Loup?) » ; « Wolf Girl (Fille loup) »; « "The Cry of the Wolf (Le Cri du loup) » et « Wolf Song (Le Chant du Loup) ».
Les lecteurs et les étudiants ont fait part à l'auteur de leur désir d'en savoir plus sur Julie « il y a plusieurs années », mais elle a estimé qu'elle « n'en savait pas assez sur la culture inuit ». Ce n'est qu'après que son fils, Craig, ait déménagé en Alaska que Jean George se « sent prête » à écrire la suite, Julie,. Julie's Wolf Pack est écrit seulement après qu'elle en a appris davantage sur les relations des loups dans une meute.
L'histoire comporte trois parties : d'abord sa situation présente (Amaroq, le loup), puis un flashback (Miyax, la fille) et enfin un retour au présent (Kapugen, le chasseur).

## Résumé
Julie / Miyax (My-yax) est une jeune fille inuite déchirée entre l'Alaska moderne et l'ancienne tradition inuite. Après la mort de sa mère, elle est élevée par son père Kapugen (Kah-Pue-Jen). Sous ses soins, Miyax devient une fille intelligente et observatrice en harmonie avec la toundra arctique. La vie est belle jusqu'au jour où Miyax est envoyée vivre avec tante Martha, une femme distante et froide. Peu de temps après, son père part à la chasse au phoque et ne revient pas. Les équipes de recherche trouvent des morceaux de son bateau échoués, mais il n'y a aucun signe de lui. Il est présumé mort.
Orpheline, Miyax n'est plus qu'une invité indésirable dans la maison de tante Martha. Alors âgée de 13 ans, elle accepte un mariage avec un garçon prénommé Daniel car cela lui permettra de quitter la maison de sa tante. Cependant, elle se rend vite compte que la vie avec Daniel n'est pas meilleure sinon pire que sa vie avec Martha. Daniel a un type non spécifié de déficience intellectuelle. Après avoir été taquiné sans pitié par d'autres jeunes à ce sujet, il devient violent envers Miyax et l'agresse sexuellement. Pris dans une situation insupportable, elle s'enfuit dans l'espoir de pouvoir rester avec sa correspondante de San Francisco, en Californie.
Miyax se rend compte qu'elle n'a aucun moyen d'atteindre son amie et se retrouve perdue dans la nature arctique avec seulement sa propre force et ses connaissances entre elle et la mort. Elle tombe sur une meute de loups et est capable de coexister avec eux. Elle apprend à communiquer avec eux pour recevoir de la nourriture et de l'eau et avec le temps, ils deviennent une famille. Lorsqu'elle trouve un moyen de retourner à son ancien mode de vie inuit, elle est déchirée entre le choix de rester avec les loups ou de rentrer chez elle.

## Accueil
Le livre reçoit la médaille Newbery en 1973 et est nommé, dans la catégorie des livres pour enfants, au National Book Award la même année. Mary Ellen Halvorson décrit le livre comme « particulièrement sensible » et « merveilleusement éducatif » dans une critique pour The Prescott Courier. Le livre remporte également le Deutscher Jugendliteraturpreis en 1975. Dans un essai rétrospectif sur les livres lauréats de la médaille Newbery de 1966 à 1975, l'auteur pour enfants John Rowe Townsend a écrit : « Les détails de la relation de la fille avec les loups sont totalement absorbants, mais en tant qu'histoire, le livre me semble être légèrement faible ».
L'inclusion de Julie of the Wolves dans les listes de lecture des écoles élémentaires américaines a été contestée à plusieurs reprises en raison des préoccupations des parents concernant la tentative de viol du personnage principal. L'un de ces incidents s'est produit en mars 1996, lorsque le livre a été retiré de la liste de lecture de « sixième grade » dans le canton de Pulaski, en Pennsylvanie, à la demande de parents qui « se sont plaints d'une scène de viol conjugal graphique dans le livre ». Le roman est classé 32e sur la liste des 100 livres les plus fréquemment contestés entre 1990 et 1999 de l'American Library Association. Le livre a également été critiqué pour sa représentation stéréotypée de la culture inuite.

## Publications
Depuis sa première publication, Julie of the Wolves a également été publiée dans au moins treize autres langues, dont l'espagnol, le français, l'arabe, le turc, le chinois et le japonais. L'édition britannique sort en 1976 avec des illustrations de Julek Heller.
La version française est disponible dès 1975, publiée aux éditions G.P. Depuis, le roman est régulièrement publié en édition de poche.
- Julie des loups, Éditions G.P., 1975 (Julie of the Wolves), trad. Huguette PerrinCollection Super 1000
- Julie des loups, Le Livre de Poche, 1989 (Julie of the Wolves), trad. Huguette Perrin  (ISBN 978-2-253-03110-9)Collection Jeunesse ; illustré par Yves Beaujard
- Julie des loups, Le Livre de Poche, 1996 (Julie of the Wolves), 188 p.  (ISBN 978-2-0101-3978-9)Collection Jeunesse
- Julie des loups, Le Livre de Poche, 2008 (Julie of the Wolves), 192 p.  (ISBN 978-2-0132-2708-7)Collection Jeunesse ; illustré par Nathalie Novi

## Adaptations
Julie of the Wolves a été adaptée en une pièce musicale, mise en scène par Peter Dalto et écrite par Barbara Dana, avec une musique de Chris Kubie et une chorégraphie de Fay Simpson,. La comédie musicale met en vedette Briana Sakamoto dans le rôle de Julie, et un atelier de production a eu lieu le 16 mai 2004, au Kaufman Theatre du Northern Westchester Center for the Arts. À partir de novembre 2005, Chris Kubie note sur son site web que « le voyage de Julie Of The Wolves (la comédie musicale) se poursuit alors que l'écrivain Barbara Dana prépare une autre réécriture ».
Jean Craighead George annonce en novembre 2007 que le livre est en cours d'adaptation en film par Robert and Andy Young Productions Inc.. Andy Young s'est rendu au Nunavut en 2008 avec l'intention de trouver une jeune Inuk ou Iñupiat pour jouer le rôle de Julie, mais a déclaré en avril 2008 qu'il était en discussion avec une non-Inuk pour jouer le rôle parce qu'ils « n'avaient pas trouvé la personne qui, selon nous, allait insuffler le bon genre de sentiment dans l'histoire », et parce qu'elle avait résisté de la part des investisseurs potentiels à l'utilisation d'une actrice pour la première fois pour le film. Young avait également l'intention de tourner le film au Nunavut, mais envisage de tourner en Alaska en raison du manque de routes reliant le Nunavut au sud du Canada ainsi que des « incitations financières limitées de la région pour les cinéastes de l'extérieur du territoire ». Depuis ces annonces, aucune information officielle n'a été fournie sur l'avancement du film.